# Antiphos (Sohn des Thessalos)
Antiphos (altgriechisch Ἄντιφος Ántiphos ['antifos]) ist eine Gestalt der griechischen Mythologie.
Er war der Sohn des Thessalos und somit Enkel des Herakles und der Chalkiope. Hyginus machte durch Verwechslung der Generationenabfolge Chalkiope zu seiner Mutter. Zusammen mit seinem Bruder Pheidippos führte er dreißig Schiffe, deren Besatzung die Brüder aus dem großväterlichen Herrschaftsgebiet des Eurypylos von den Inseln Nisyros, Karpathos, Kasos, Kos und den Kalydnai genannten Inseln zusammengezogen hatten, in den Trojanischen Krieg. Nach der Ankunft in Mysien versuchten die Brüder, Telephos auf die Seite der Griechen zu ziehen. Über den weiteren Verlauf seines Lebens sind sich die literarischen Quellen nicht einig. Hyginus lässt ihn durch Sarpedon, Dares durch Hektor töten.
Der pseudo-aristotelische Peplos hingegen zählt ihn zu den überlebenden Zerstörern von Troja. Auf der Heimfahrt gelangte er zu den Pelasgern, deren Land er eroberte und nach seinem Vater Thessalien nannte. Nach Aussagen von Strabon hätten dagegen erst seine Nachkommen, die von Ephyra auszogen, die Gegend besiedelt.
In Ephyra soll sich ein gemeinsames Grabmal für Antiphos und seinen Bruder befunden haben.